# Glaciar Finley
El glaciar Finley  ( 73°35′S 165°38′E / -73.583, 165.633   ) es un glaciar tributario que drena las laderas noroeste del Monte Monteagle y fluye hacia el norte hacia la parte superior del Glaciar Rompehielos, en la Cordillera Mountaineer, Tierra de Victoria, Antártida. Fue cartografiado por el Servicio Geológico de los Estados Unidos a partir de estudios y fotos aéreas de la Marina de los EE. UU., 1960-64, y fue nombrado por el Comité Asesor sobre Nombres Antárticos por Russell H. Finley, contramaestre de aviación del Escuadrón VX-6 durante la Operación Deep Freeze de la Armada de los Estados Unidos, 1966, 1967 y 1968.